# Johann Christoph von Wöllner
Johann Christoph von Wöllner (Premnitz, 19 maggio 1732 – Groß Rietz, 10 settembre 1800) è stato un mistico, presbitero e politico tedesco Fu incline al misticismo, membro della Massoneria e dei Rosacroce d'oro. Fu descritto da Re Federico II di Prussia come un sacerdote insidioso e intrigante, che iniziò la sua carriera come modesto precettore della famiglia del Generale August Frederick von Itzenplitz, nobile della Marca di Brandeburgo.

## Biografia
Figlio di un pastore protestante, appena conseguito il baccelierato nel 1749, intraprende gli studi di teologia nella Università "Martin Lutero" di Halle-Wittenberg, che termina brillantemente nel 1754. Nello stesso anno, viene inviato come pastore nella comunità di Groß Behnitz presso Berlino, e contestualmente il generale August Frederick von Itzenplitz lo assume come precettore privato.
Alla morte del generale nel 1760, Christoph von Wöllner si dimette da tutti gli incarichi pastorali, per dedicarsi esclusivamente all'amministrazione dei beni del defunto e nel 1768 sposa la contessa von Itzenplitz, unica figlia ed erede del suo datore di lavoro. Con l'assistenza legale della vedova costruisce una piccola proprietà. Questo scandalo desta l'apprensione del Re Federico II, che decreta la confisca dei beni e li destina ad abitazioni popolari per il quartiere di Friedrichswerder a Berlino.
Wöllner pubblica diversi opuscoli in questo periodo, palesemente contrari alla politica del re, come Per l'abolizione della Polizia nei Paesi del Brandeburgo. Incontra Christoph Friedrich Nicolai e collabora alle sue pubblicazioni di economia rurale. Il Re rifiuta categoricamente di conferirgli un qualsiasi titolo nobiliare, definendolo anzi "insidioso e intrigante". Diversamente, il principe Enrico di Prussia lo convoca nel 1770 come consigliere di corte. Divenuto subito membro della loggia massonica Zu den Drei Weltkugeln, presto ne esce per aderire ai Rosacroce d'oro, ambiente ancora più elitario e spiritualista, all'interno del quale fonda e si pone a capo di una sua propria loggia, a cui l'8 agosto 1781 viene iniziato Federico Guglielmo II, futuro Re di Prussia.
Poco tempo dopo la sua ascesa al trono, il 27 agosto 1786 Wöllner viene nominato "Direttore del Consiglio privato delle Finanze, della Guerra, dei Domini, e Sovrintendente del Palazzo Reale" (Finanz-, Kriegs- und Oberhofbau- Domänenrat). Il 2 ottobre riceve infine il lignaggio nobiliare e può così rientrare in possesso della dote lasciata in eredità alla moglie. Nel corso dei mesi si accende una forte lotta di potere interna fra il favorito e gli altri membri del Gabinetto di Governo, che raggiunge il suo culmine quando il Barone Karl Abraham von Zedlitz, ministro riformista e in sintonia con le istanze illuministiche, viene rimosso dall'incarico per lasciare a Wöllner la carica di Ministro del Culto (o Ministro della Giustizia, carica esistente anche in Francia fino al 1912), che riveste fino alla morte del Re.
Wöllner esercita sul sovrano un significativo condizionamento, alimentandone e consolidandone l'avversione per le idee illuministiche. L'Editto di religione emanato in Prussia il 9 luglio 1788 ne è una dimostrazione tangibile, così come lo è il primo e più agguerrito dei numerosi scritti che gli illuministi berlinesi indirizzeranno polemicamente a questo provvedimento governativo: il frammento Sull'illuminismo. Se sia, o possa divenire, pericoloso per lo Stato, per la religione o in generale di Andreas Riem, apparso anonimo pochi giorni più tardi. In esso si legge: «Si noti quanta devastazione e sventura è cagionata da ministri non illuminati che hanno in mano il cuore dei sovrani! Ne va della reputazione del sovrano, che li lascia fare quello che credono bene». Evidente è il riferimento a Wöllner, che Riem non menziona mai esplicitamente ma che non manca di definire uno "zufolatore spirituale". Più tardi identificato come autore del frammento, Riem sarà espulso dai territori prussiani nel 1795. Intanto nel maggio 1791 una Commissione Reale (Geistliche Immediat-Examinations-Kommission) viene incaricata dell'applicazione di queste misure di censura e repressione, quali la sorveglianza sul sacerdozio e sull'insegnamento delle religioni protestanti. Durante il suo operato, "è condannato", fra gli altri, anche il filosofo Immanuel Kant (1794). Non appena Federico Guglielmo III sala al trono (Novembre 1797), sospende (27 dicembre) l'Editto di religione e scioglie la Commissione. Poco tempo dopo, von Woellner viene licenziato senza pensione (marzo 1798).
La carriera politica di Wöllner, proseguita di pari passo con il consenso del Re, viene a mancare nell'inverno del 1797. A brevissima distanza, l'11 marzo 1798, Wöllner è ufficialmente destituito di ogni incarico a Corte e si ritirerà a vivere della rendita delle proprietà ereditate, di cui è parte il castello di Groß Rietz, comprato nel 1790. Qui muore il 10 settembre 1800, all'età di 68 anni.

## Pensiero e opere
Dai suoi esperimenti pratici e dai suoi scritti ha guadagnato una reputazione considerevole come economista; ma la sua ambizione materiale, e la pratica spirituale, non si accontentavano solamente di questo, e cercò di estendere la sua influenza unendosi prima alla Massoneria ai più alti gradi, e poi ai Rosacroce d'oro.

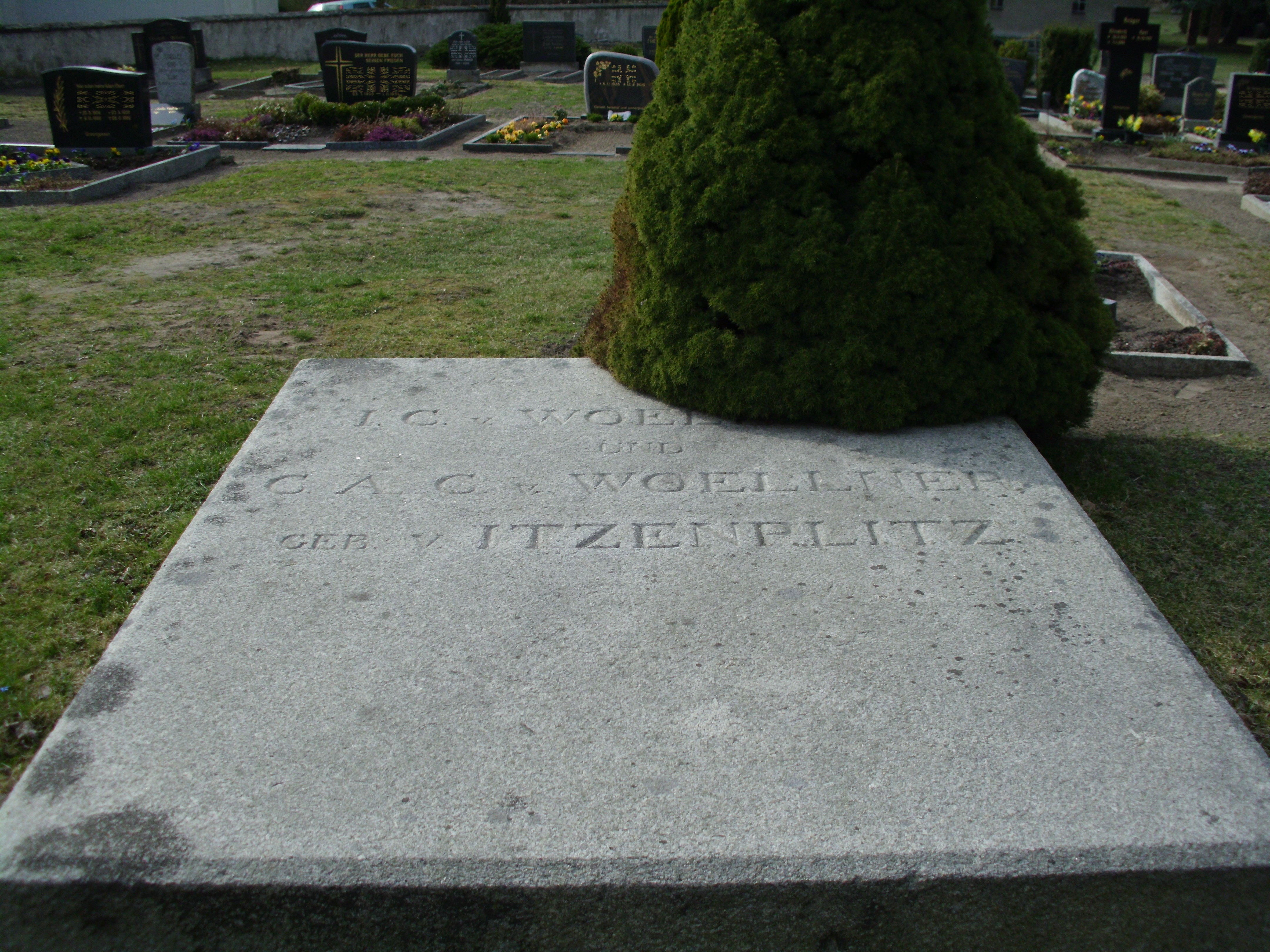
Tomba di von Wöllner a Groß Rietz

Wöllner, con la sua personalità impressionante e la sua eloquenza facile quanto superficiale, era l'uomo dalle capacità uniche per condurre un movimento di questo tipo. Sotto la sua influenza l'ordine si diffuse rapidamente, e ben presto si trovò ad essere il direttore supremo (Oberhauptdirektor) di diversi circoli, che comprendevano principi, ufficiali e alti funzionari.
Come un Wöllner Rosacroce dilettava in alchimia e altre arti mistiche, ma era anche nelle forme ossequioso verso l'ortodossia cristiana, così come per il concetto di illuminazione della religione concepito come un fattore importante per mantenere l'ordine pubblico.
Tuttavia, il concetto cristiano consiste nell'Illuminazione per progredire nella conoscenza e nell'amore della Verità, che è Dio stesso, mediante un circolo ermeneutico di fede e ragione. Questa grazia è donata da Dio solo perché Egli vuole che la verità sia poi resa manifesta a tutti, così come l'opportunità di crescita verso la salvezza eterna. Il suo riflesso fuori dell'integrità interiore è nella costruzione non solo di una società ordinata e giusta, ma secondo l'unico ordine conforme al volere immutabile di Dio, rivelato nell'ordine divino e naturale della creazione.
Pochi mesi prima della morte di Federico II, Wöllner scrisse al suo amico il Rosacroce d'oro Johann Rudolph von Bischoffswerder (1741 – 1803) che la sua più alta ambizione era quella di essere posto alla guida del dipartimento religioso dello stato come uno strumento indegno nel mano di Ormesus Magnus (il nome del principe di Prussia, nell'ordine dei Rosacroce d'oro) col fine presunto di "allo scopo di salvare milioni di anime dalla perdizione e riportare l'intero paese alla fede di Gesù Cristo".